# لوك تان
لوك تان (بالإنجليزية: Luke Tan)‏ هو كاتب أغاني وموسيقي ومغني أمريكي، ولد في 1977 في أركنساس في الولايات المتحدة.